# Wait and Bleed
Wait and Bleed è un singolo del gruppo musicale statunitense Slipknot, pubblicato nel 2000 come primo estratto dal primo album in studio Slipknot.

## Descrizione
Il testo parla di un uomo che giace in una pozza di sangue perché si è tagliato le vene dei polsi, e pensa di vivere un incubo. Poi l'uomo si accorge di essere sveglio, così «aspetta e sanguina»: 

## Video musicale
Esistono due videoclip per Wait and Bleed. Il primo, diretto da Thomas Mignone, mostra riprese degli Slipknot intenti ad eseguire il brano durante una loro apparizione all'Ozzfest con sovraincisa la versione in studio.
La seconda versione raffigura tutti i nove componenti del gruppo sotto forma di piccole bambole animate che vivono all'interno di un laboratorio abitato da un uomo intento a catturarli. Durante le scene finali, il gruppo fa cadere a terra l'uomo, il quale viene ricoperto di benzina da Chris Fehn; non appena tutti gli altri componenti del gruppo sono giunti davanti all'uomo, Shawn Crahan appicca il fuoco, uccidendolo.

## Accoglienza
Wait and Bleed ha permesso agli Slipknot la prima nomination ai Grammy Awards 2001 nella categoria Best Metal Performance, perdendo tuttavia nei confronti di Elite dei Deftones. Il brano ha comunque trionfato ai Kerrang! Awards 2000 nella categoria miglior singolo.
Wait and Bleed ha ottenuto un discreto successo commerciale, posizionandosi alla numero 34 della Mainstream Rock Songs e alla numero 27 nella Official Singles Chart Il brano è stato inoltre inserito alla posizione 36 nella lista dei quaranta brani metal stilata da VH1.

## Tracce
CD promozionale (Stati Uniti)
1. Wait and Bleed (Radio Mix) – 2:30
2. Wait and Bleed (LP Mix) – 2:27
3. Call-Out Hook – 0:12

CD singolo (Europa)
1. Wait and Bleed (Terry Date Mix) – 2:33
2. Spit It Out (Overcaffeinated Hyper Version) – 2:27
3. (sic) (Molt-Injected Mix) – 3:28
4. Wait and Bleed (Live) (Video) – 3:08

## Formazione
Gruppo
- (#8) Corey – voce
- (#7) Mick – chitarra
- (#0) Sid – giradischi
- (#6) Shawn – percussioni, cori
- (#2) Paul – basso, cori
- (#1) Joey – batteria
- (#3) Chris – percussioni, cori
- (#4) James – chitarra
- (#5) Craig – campionatore

Produzione
- Ross Robinson – produzione, missaggio
- Joey Jordison – missaggio
- Chuck Johnson – missaggio, ingegneria del suono
  - Secondo ingegnere: Rob Agnello
- Eddy Schreyer – mastering presso gli Oasis Mastering, Studio City, California

## Classifiche
| Classifica (2000)             | Posizione massima |
| ----------------------------- | ----------------- |
| Australia                     | 46                |
| Paesi Bassi                   | 52                |
| Regno Unito                   | 27                |
| Stati Uniti (mainstream rock) | 34                |